# Audrey Richards
Audrey Isabel Richards (Londra, 8 luglio 1899 – Midhurst, 29 giugno 1984) è stata un'antropologa britannica, una dei più importanti antropologi sociali della sua generazione.
Ha prodotto notevoli studi etnografici, il più famoso dei quali è Chisingu: A Girl's initiation ceremony among the Bemba of Zambia (Chisingu: la cerimonia di iniziazione di una ragazza tra i Bemba dello Zambia, 1956).
Nel suo lavoro di ricerca sul campo in Zambia, Uganda ed Essex ha trattato temi come l'alimentazione, la struttura familiare, la migrazione e l'etnia, dando un contributo duraturo allo studio della nutrizione africana e dell'economia agricola, alla comprensione delle strutture di parentela matrilineare e alle questioni di politica e rituale.

## Biografia
Audrey Richards nacque a Londra l'8 luglio 1899, seconda di quattro figlie di una famiglia colta e benestante; la madre, Isabel Butler, proveniva dall' "aristocrazia intellettuale di Cambridge", il padre, Sir Henry Erle Richards, prestò servizio come avvocato nel Consiglio del viceré a Calcutta, in India, dove Audrey trascorse la sua infanzia. I Richards fecero ritorno in Inghilterra nel 1911, quando Sir Erle ebbe l'incarico di docente di diritto internazionale all'Università di Oxford.

### Formazione

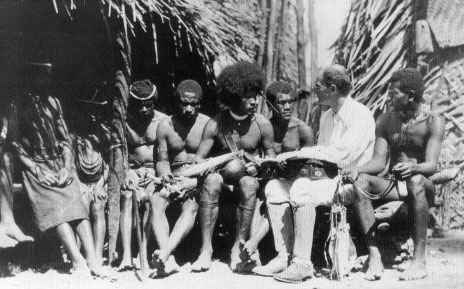
L'antropologo Bronisław Malinowski nelle Trobriand, Nuova Guinea, 1918

Dopo aver frequentato la Downe House School, Audrey Richards tra il 1918 e il 1921 studiò al Newnham College di Cambridge, dove si laureò in scienze naturali. In seguito lavorò per circa diciotto mesi a Francoforte, in Germania, svolgendo attività di soccorso presso un insediamento di assistenza familiare, l'Ambulance Unit Family Welfare Settlement, dove iniziò ad interessarsi al problema della nutrizione; dal 1924 al 1928 lavorò come segretaria al Dipartimento del lavoro della Società delle Nazioni.
Tornata in Inghilterra nel 1926, si iscrisse ad antropologia alla London School of Economics, ed ebbe come supervisore per la sua tesi di dottorato, conseguita nel 1929, Bronisław Malinowski. La sua tesi, pubblicata nel 1932, manifestava nel sottotitolo l'influenza degli studi funzionalisti di cui Malinowski era stato il fondatore: Hunger and work in a savage tribe: a functional study of nutrition among the Southern Bantu (Fame e lavoro in una tribù selvaggia: uno studio funzionale della nutrizione tra i Bantu meridionali).

## Carriera accademica

Stemma della London School of Economics, adottato nel 1922

Richards ricoprì l'incarico di docente alla London School of Economics dal 1931 al 1933 e dal 1935 al 1937; dal 1938 al 1940 fu docente senior e direttrice del dipartimento di antropologia sociale dell'Università di Witwatersrand in Sudafrica.
Nel 1940 tornò in Gran Bretagna, dove lavorò nel comitato nutrizionale del Colonial Office e collaborò nella progettazione del Colonial Social Science Research Council e di uno dei suoi istituti, l'East African Institute of Social Research, di cui fu membro del Consiglio dalla sua fondazione nel 1944 fino al 1950.
Dopo la guerra, dal 1946 al 1950 insegnò antropologia sociale all'Università di Londra, e dal 1950 al 1956 divenne la prima direttrice dell'East African Institute of Social Research del Makerere College, a Kampala, in Uganda, affiliato della London University. In questo periodo riesaminò i suoi studi degli anni trenta e scrisse la sua opera più letta, Chisungu (1956), sui riti di iniziazione femminile tra i Bemba; anche gli anni di permanenza in Uganda e le indagini da lei seguite e coordinate presso il Social Research del Makerere College avrebbero portato alla produzione e pubblicazione di nuovi testi, come Economic Development and Tribal Change (1954) e East African Chiefs (1960).
Nel 1956 Richards fece ritorno in Inghilterra, al Newnham College di Cambridge, dove dal 1958-1959 fu nominata vicepreside e dal 1966 membro onorario. Fondò il Centro di Studi Africani presso l'Università di Cambridge, che diresse dal 1956; acquisì il titolo di reader Smuts dal 1961 fino al suo pensionamento nel 1966.
È stata la seconda presidente dell'Associazione di studi africani del Regno Unito (1963-1966) e la prima donna a ricoprire la posizione di Presidente del Royal Anthropological Institute (1959-1961).

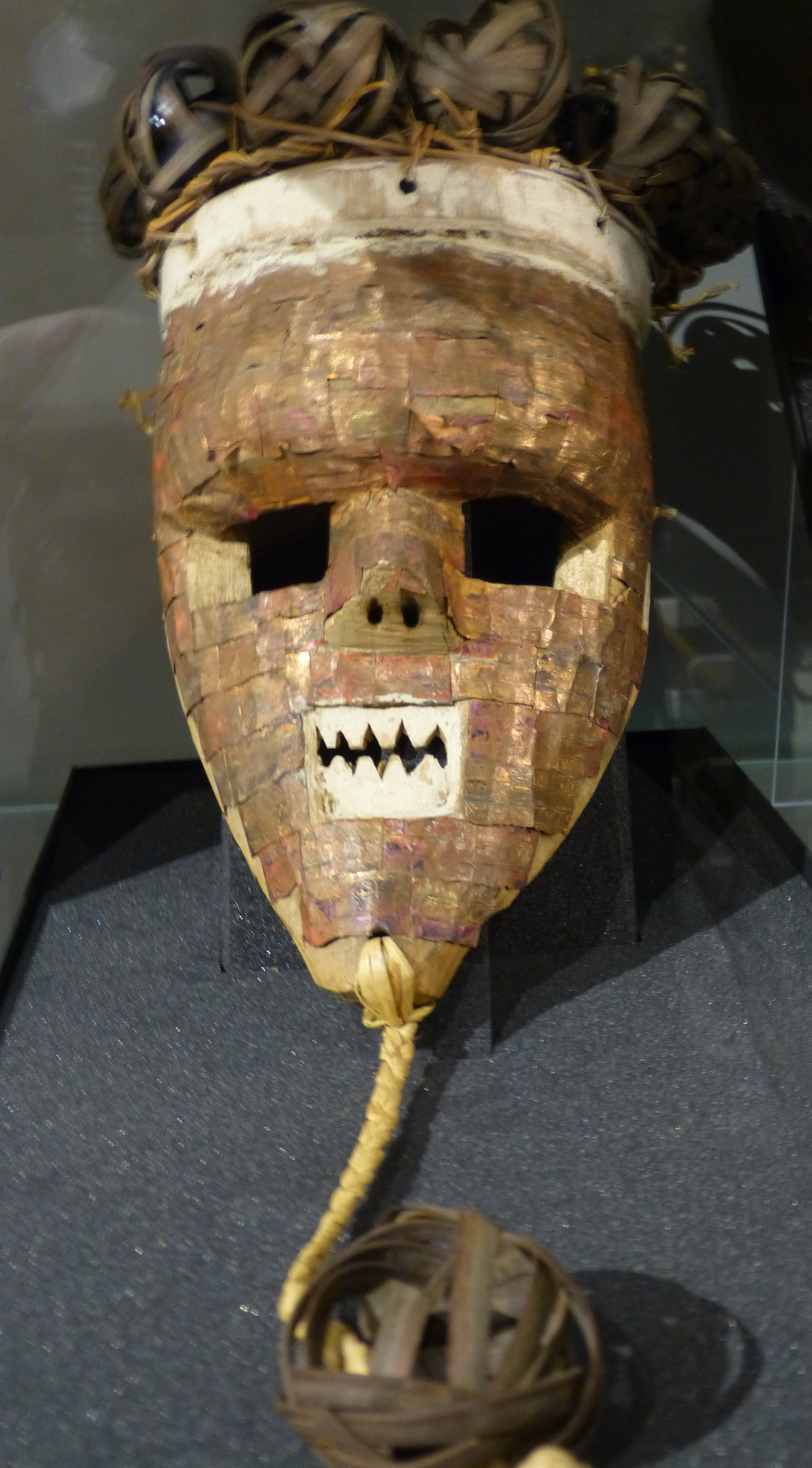
Maschera Bantu

## Ricerca
Nel 1930 Richards si recò per quindici mesi in Zambia (allora Rhodesia settentrionale) per approfondire la sua ricerca, uno studio funzionale della nutrizione tra i Bantu meridionali, nel quale si proponeva di mostrare come "l'impulso fondamentale per il cibo modella le istituzioni umane" in alcune società dell'Africa meridionale.
Condusse ricerche sul campo nel 1930-31, nel 1933-1934 e nel 1957, lavorando principalmente tra i Bemba. Nel 1939, nel suo studio economico della tribù Bemba - Land Labour, and diet in Northern Rhodesia - prodotto in parte per sostenere gli interessi nutrizionali dell'International African Institute, rivide la sua precedente analisi su cibo e istituzioni, a seguito del lavoro svolto sul campo che le offrì "materiale concreto per mostrare come i fatti biologici dell'appetito e della dieta fossero essi stessi plasmate da [...] sistemi di relazioni umane e attività tradizionali".
Nelle sue prime pubblicazioni sul popolo Bemba sottolineò le conseguenze indesiderate del cambiamento sociale pianificato e del dominio coloniale sul popolo africano, mostrando le conseguenze dell'introduzione dell'economia monetaria, della tassazione e della migrazione su queste società, e intuendo come questo si sarebbe rivelato un “nuovo campo di ricerca antropologica: la società africana come sta cambiando a contatto con le forze della civiltà occidentale”.
Nel 1939-40 l'antropologa lavorò nella regione del Transvaal in Sud Africa; in Uganda, a intermittenza, tra il 1950 e il 1955. Nel 1950 scrisse Some types of family structure amongst the Central Bantu (Alcuni tipi di struttura familiare tra i Bantu centrali), un excursus strutturale-funzionale che avrebbe ispirato il lavoro di Schneider e Gough sulla parentela matrilineare.
Un altro lavoro pubblicato nel 1959 per l'East African Institute, East African Chiefs, venne progettato per fornire dei dati comparativi sugli effetti del governo indiretto.
Nel 1962 si stabilì nel villaggio di Elmdon nell'Essex, dove avviò degli studi etnografici sulla gente del posto, raccolti in un libro pubblicato nel 1981.

### Chisingu: cerimonia di iniziazione di una ragazza tra i Bemba dello Zambia (1956)
In questo lavoro, forse il più noto di Richards, l'autrice delinea i tre complessi rituali, fra loro collegati, su cui poggia la società Bemba, che manifestano una diretta influenza sulla fertilità della terra e delle persone:
- Rituali di regalità
- Rituali agricoli ed economici
- Rituali Chisingu

Nello specifico questi ultimi rappresentano rituali di iniziazione delle ragazze e sono presentati da Richards in un dettagliato resoconto, analisi e interpretazione.

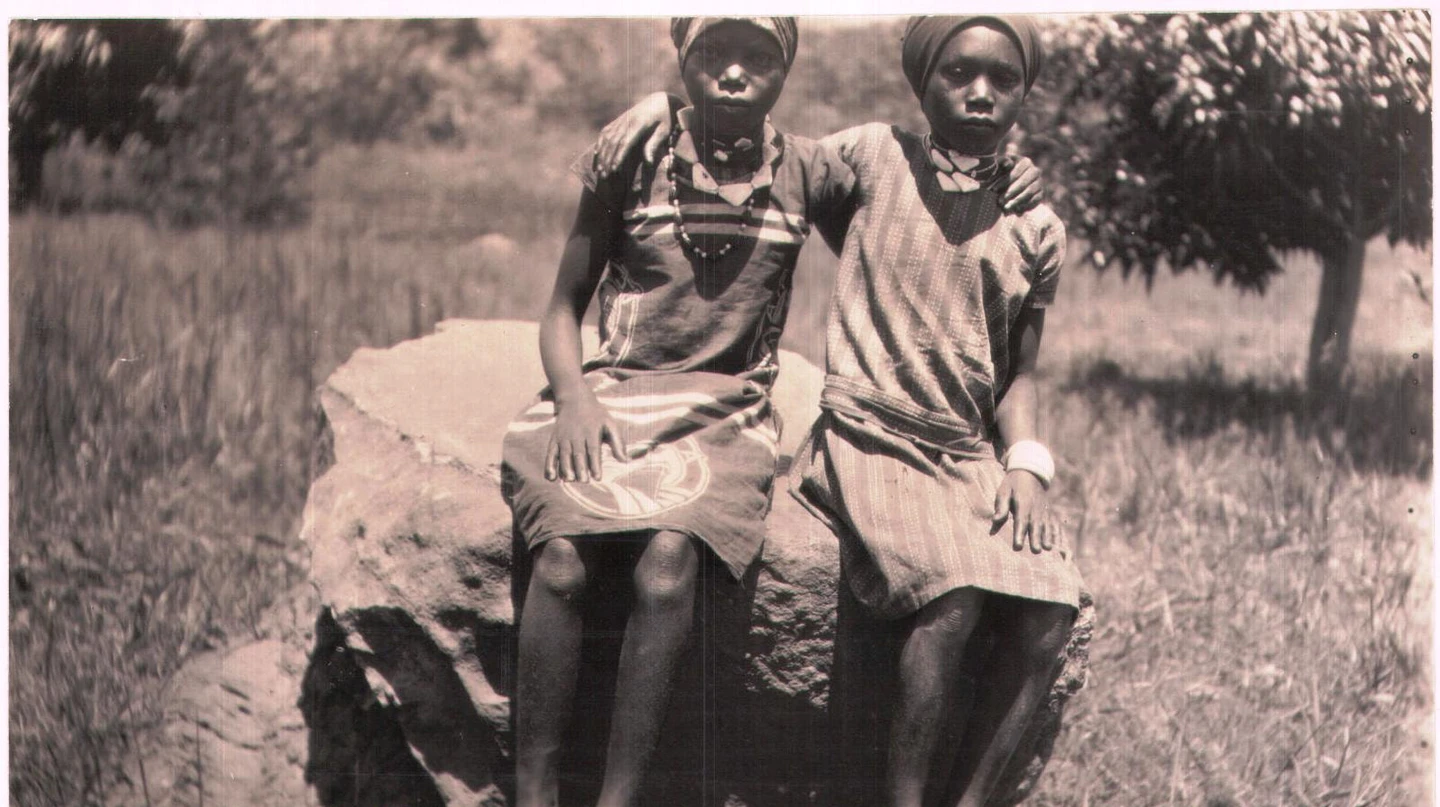
Giovani ragazze Bemba, 1932

Il rituale Chisungu cui assistette durante il suo primo lavoro sul campo nel 1931, era costituito da una cerimonia di ventitré giorni comprensiva di canti ed altri elementi simbolici, classificata come un "rituale di nubiltà”. Il suo scopo era di segnare il passaggio di ruolo da ragazze a donne da parte delle giovani della comunità. Alcuni riti riguardavano la rimozione della paura del sangue, del sesso e del fuoco nelle giovani ragazze; i riti contenevano un elemento di prova, il cui superamento rappresentava la dimostrazione della raggiunta maturità.
Mentre molti antropologi interpretavano i riti come educazione formale, un'espressione di sentimento o di emozione, com'era stata la spiegazione del rituale come natura circolare avanzata da Durkheim e Radcliffe-Brown, Richards sostenne il contrario, ipotizzando che il Chisingu fosse un'azione intenzionale, legata alla struttura sociale e ai valori della tribù; prive di alcuna istruzione formale, le ragazze imparavano termini segreti conosciuti solo dagli iniziati, così come gli atteggiamenti socialmente approvati verso i loro nuovi doveri di mogli e madri.
In questo lavoro Richards presentò anche un'interpretazione degli elementi simbolici del rituale, sottolineando come il comportamento rituale fosse multivalente e multiuso (ad esempio poteva rivelarsi un'occasione per la rivalità di gruppo), aggiungendo che questi diversi approcci potevano variare a seconda degli scopi espressi e delle interpretazioni degli attori.

## Riconoscimenti
Nel 1955 Richards ricevette il CBE nel 1955 e nel 1967 divenne membro della British Academy, prima donna antropologa ad essere eletta. Nel 1974 venne eletta membro onorario straniero dell'American Academy of Arts and Sciences.

## Morte
In età avanzata visse a Highsett, Cambridge. Morì il 29 giugno 1984, all'età di 84 anni, all'ospedale di Midhurst, nel West Sussex.

## Pubblicazioni
- Hunger and work in a savage tribe: a functional study of nutrition among the Southern Bantu, London, Routledge, 1932
- Land, Labour, and Diet in Northern Rhodesia: and economic study of the Bemba tribe, Oxford, Oxford University Press, 1939
- Some types of family structure amongst the Central Bantu, 1950, pubblicato in A. R. Radcliffe-Brown, Daryll Forde (a cura di), African systems of kinship and marriage, Abingdon, Routledge, 2015
- Chisungu: a girl's initiation ceremony among the Bemba of Northern Rhodesia. London, Faber, 1956
- Changing structure of a Ganda village: Kisozi, 1892-1952, in East African Studies, n. 24, 1966, Nairobi, East African Publishing House
- The Multicultural States of East Africa, Montreal, McGill-Queen's University Press, 1969
- Kinship at the Core: An Anthropology of Elmdon, a Village in North-west Essex in the Nineteen-Sixties, Cambridge, Cambridge University Press, 1981